# Sara Andersson
Sara Paulina Andersson (Mora, 13 gennaio 2003) è una biatleta svedese.

## Biografia
Sara Andersson, attiva dalla stagione 2018-2019, ai Mondiali juniores di Šchuchinsk 2023 ha vinto la medaglia di bronzo nella sprint e il 18 marzo dello stesso anno ha esordito in Coppa del Mondo, a Oslo Holmenkollen nella medesima specialità (31ª); ai Mondiali juniores di Otepää 2024 ha vinto la medaglia d'oro nella sprint e il 1º dicembre dello stesso anno ha conquistato a Kontiolahti in staffetta la prima vittoria, nonché primo podio, in Coppa del Mondo. Ai Mondiali juniores di Östersund 2025 ha vinto la medaglia d'oro nella partenza in linea e quella d'argento nella sprint; non ha preso parte a rassegne olimpiche o iridate.

## Palmarès

### Mondiali juniores
- 4 medaglie:
  - 2 ori (sprint a Otepää 2024; partenza in linea Östersund 2025)
  - 1 argento (sprint a Östersund 2025)
  - 1 bronzo (sprint a Šchuchinsk 2023)

### Coppa del Mondo
- Miglior piazzamento in classifica generale: 37ª nel 2025
- 1 podio (a squadre):
  - 1 vittoria

#### Coppa del Mondo - vittorie
| Data             | Località    | Nazione   | Specialità                                           |
| ---------------- | ----------- | --------- | ---------------------------------------------------- |
| 1º dicembre 2024 | Kontiolahti | Finlandia | RL (con Anna Magnusson, Hanna Öberg ed Elvira Öberg) |

Legenda:

RL = staffetta